# Chute Boxe
A  Chute Boxe é uma academia brasileira de artes marciais. Foi fundada como uma academia de Muay Thai em 1978 em Curitiba, Paraná, Brasil. O treinador principal Rudimar Fedrigo posteriormente expandiu o programa em 1991 para incluir outros aspectos das artes marciais mistas modernas, como wrestling e Jiu-jitsu. Em 1995, a equipe da Chute Boxe era considerada um campo de treinamento privilegiado para os lutadores de Vale-Tudo. No começo dos anos 2000, a Chute Boxe se tornou umas das maiores e mais renomadas academias de Artes marciais mistas (MMA).
Os lutadores da Chute Boxe são caracterizados por serem extremamente agressivos e físicos, além de lutadores bem-arredondados, capazes de usar finalizações, socos, chutes e vários estilos de grappling conforme necessário.

## História

### Fundação
Na década de 1970, em busca de uma arte marcial de contato mais completo, o faixa-preta de Taekwondo Nélio "Naja" Borges de Souza aprendeu Muay Thai e o trouxe para o Brasil. Mudou-se para Curitiba e em 1978 seu aluno Rudimar Fedrigo fundou a academia Chute Boxe.
O estilo desenvolvido por Nélio Naja e seus alunos tinha mais ênfase em chutes diversos (devido a muitos dos primeiros nak muays brasileiros virem do Taekwondo e Karatê Kyokushin) mas logo, o estilo "Chute Boxe" de Muay Thai se caracterizou como extremamente agressivo, com combinações selvagens, chutes baixos fortes e geralmente carentes de defesa, tentando derrotar seu oponente o mais rápido possível.
A equipe da Chute Boxe fez seu nome no mundo do MMA no final dos anos 1990 na promoção brasileira de vale-tudo conhecida como International Vale Tudo Championship (IVC). Com um estilo agressivo e físico focado no muay thai, os lutadores da Chute Boxe conquistaram três dos quatro cinturões da promoção (Wanderlei Silva no cinturão meio-pesado, José Landi-Jons no cinturão dos médios e Rafael Cordeiro no cinturão dos leves). A promoção acabou servindo de trampolim para a equipe Chute Boxe (assim como muitas outras estrelas do MMA brasileiro) no lucrativo mercado japonês de MMA. Para a Chute Boxe especificamente, ajudaria a lançar suas carreiras no PRIDE Fighting Championships do Japão.

### Dinastia no PRIDE FC
A maior engrenagem da máquina Chute Boxe no PRIDE foi Wanderlei Silva. Conhecido por um estilo emocionante e briguento, completo com joelhadas letais e pisadas saltitantes, ele exemplificaria as artes marciais do estilo Chute Boxe na divisão de pesos médios do PRIDE e, eventualmente, venceria o Grand Prix dos médios do PRIDE FC de 2003 e o título dos médios do PRIDE FC, que ele manteria por 5 anos e meio.
Vindo de uma decepcionante derrota por decisão de cinco rounds para Tito Ortiz no UFC 25: Ultimate Japan, Silva retornaria ao PRIDE para conquistar a maior vitória de sua carreira até então sobre Guy Mezger, do Lion's Den. Seriam 20 lutas e mais de quatro anos antes que ele perdesse novamente na polêmica decisão para o superpesado Mark Hunt. Durante este período ele derrotou lutadores notáveis como Kazushi Sakuraba (três vezes), Quinton “Rampage” Jackson (duas vezes), Yuki Kondo, Ikuhisa Minowa, Hidehiko Yoshida, Kiyoshi Tamura, Dan Henderson, Alexander Otsuka, Shungo Oyama, Hiromitsu Kanehara, e empataria com Mirko "Cro Cop" Filipović.
Sua aura de invencibilidade não seria realmente quebrada até uma derrota por decisão para Ricardo Arona no GP dos médios do PRIDE FC de 2005. Sua derrota seria vingada mais tarde naquela noite pelo companheiro de equipe e estrela em ascensão, Mauricio "Shogun" Rua.

### Os irmãos Rua
Como o mais velho dos irmãos Rua, Murilo “Ninja” Rua teve uma carreira medíocre durante seus anos no PRIDE FC. As vitórias sobre Mario Sperry, Akira Shoji e Alexander Otsuka o estabeleceram como candidato na organização. Seu irmão mais novo, Mauricio "Shogun" Rua, também entraria para os campeonatos de luta do PRIDE e seria o lutador de maior sucesso produzido pela Chute Boxe sob a orientação de Wanderlei Silva e Murilo.
Mais novo que Murilo por cerca de um ano e meio, “Shogun” derrotou uma lista de lutadores que inclui Evangelista “Cyborg” Santos, Akira Shoji, Akihiro Gono, Quinton “Rampage” Jackson, Alistair Overeem (duas vezes), Antônio Rogério “ Minotouro” Nogueira, Ricardo Arona, Kevin Randleman, Mark Coleman, Chuck Liddell e Lyoto Machida. Shogun foi o campeão meio-pesado do UFC até perder sua primeira defesa de título contra Jon Jones no UFC 128. Seu estilo empolgante e amigável para os fãs inclui muito do trabalho padrão de Chute Boxe do clinch de Muay Thai, joelhadas, pisadas e "tiros de meta" (chutes em oponentes caídos), bem como um polido Jiu-Jitsu brasileiro.

### Rivalidade com a Brazilian Top Team
O oposto em termos de dominância brasileira no PRIDE FC era a Brazilian Top Team (BTT) composta, na época, por lutadores como Antonio Rodrigo “Minotauro” Nogueira, Ricardo Arona e Murilo Bustamante. No entanto, a competição entre as duas equipes não se limitou à cena do Pride. Lutas entre lutadores das duas academias já haviam ocorrido no Brasil, Portugal e outras partes do mundo antes, mas talvez o capítulo mais interessante da rivalidade tenha ocorrido em 28 de agosto de 2005 no GP dos médios do PRIDE FC 2005.
O Grand Prix dos médios do PRIDE FC de 2005 seria a primeira competição desse tipo para os novatos Mauricio Rua e Ricardo Arona, da BTT. Ambos conquistaram vitórias impressionantes sobre os veteranos Alistair Overeem e o campeão dos médios Wanderlei Silva, respectivamente. Foi a vitória de Arona sobre o último que atiçaria as chamas da rivalidade, pois até então Silva era o portador da Chute Boxe. Mais tarde naquela noite, no entanto, "Shogun" pegaria a tocha com um nocaute dominante no primeiro round de Arona, acabando com ele no chão, que era considerado a força de Arona.
Outro aspecto notável desse período é que logo se seguiu à saída do promissor prospecto Anderson Silva. Silva havia apontado várias disputas com a direção da Chute Boxe como motivos para deixar a equipe e logo começou a treinar com alguns dos melhores da Brazilian Top Team, os irmãos Nogueira. Ele foi citado em um artigo da ESPN afirmando que as amizades formadas com seus ex-rivais ajudaram a salvar sua carreira após sua saída da Chute Boxe.

## Era pós-PRIDE
Com o fim do PRIDE FC no final de 2007, coincidiu com a saída de seu primeiro superastro Wanderlei Silva na mesma época, a Chute Boxe entrou em uma nova era. Além disso, os irmãos Rua, Mauricio e Murilo, e André "Dida" Amade, também partiram da Chute Boxe para montar sua próprias academias. Um dos principais instrutores, Rafael Cordeiro, também saiu nessa época para fundar sua própria academia nos Estados Unidos, a Kings MMA. No entanto, lutadores em ascensão, como o peso-leve Jean Silva, aumentaram seu talento. Além disso, o lutador Evangelista Santos competiu recentemente no Strikeforce, assim como sua ex-mulher, a lutadora Cristiane "Cyborg" Santos, que atualmente é a lutadora mais comercializável da Chute Boxe.
Em 2018, o lutador do UFC Charles "do Bronx" Oliveira se juntou à Chute Boxe Diego Lima em São Paulo iniciando uma sequência de 10 vitórias consecutivas. Segundo ele, sua antiga academia Macaco Gold Team (liderada por Jorge "Macaco" Patino, ex-aluno da Chute Boxe) era focada principalmente no Jiu-Jitsu com trocação complementar, e ele sentiu que precisava melhorar seu jogo de trocação. Patino ainda é seu treinador de Jiu-Jitsu, mas agora ele é complementado com o estilo agressivo de Muay Thai da Chute Boxe. Em 2021 ele se tornou o Campeão Peso Leve do UFC após derrotar Michael Chandler com um nocaute técnico